# Coupe d'Irlande féminine de football 2017
Navigation
Édition précédente Édition suivante
La Coupe d'Irlande féminine de football 2017 est la 29e édition de la Coupe d'Irlande féminine de football. Cette compétition est organisée par la Fédération d'Irlande de football. Shelbourne Ladies défend son titre.
La finale oppose Cork à UCD Waves. Cork l'emporte un but à zéro et gagne ainsi son tout premier titre national.

## Déroulement de la compétition
Quatre tours sont organisés pour déterminer le vainqueur de la compétition.

### Nombre d'équipes par divisions et par tour
12 équipes participent à cette édition de la Coupe d'Irlande.

## Premier tour
Le tirage au sort du premier tour a lieu le 17 juillet 2017 Les matchs se déroulent le sur trois journées les 9, 19 et 20 août sur le terrain du premier tiré au sort.
Les matchs opposent deux équipes participantes au championnat d'Irlande de football féminin et quatre équipes issues des championnats régionaux du pays.
| Club recevant              | Score | Club visiteur       |
| -------------------------- | ----- | ------------------- |
| TEK United                 | 1-3   | Kilkenny United WFC |
| Cork Women's Football Club | 1-0   | Lakewood Athletic   |
| Manula FC                  | 3-0   | Benfica WSC         |

## Quarts de finale
| Club recevant              | Score | Club visiteur       |
| -------------------------- | ----- | ------------------- |
| UCD Waves FC               | 7-1   | Kilkenny United WFC |
| Shelbourne LFC             | 2-0   | Galway WFC          |
| Cork Women's Football Club | 3-2   | Peamount United     |
| Wexford Youths Women's AFC | 11-0  | Manula FC           |

## Demi-finales
| Demi-finale 1        | Wexford Youths Women's AFC | 0-3 | Cork Women's Football Club | Bunclody FC |
| 7 octobre 2017 15:00 |                            |     |                            |             |

| Demi-finale 2  | UCD Waves FC | 1-0 | Shelbourne LFC | Jackson Park |
| 7 octobre 2017 |              |     |                |              |

## Finale
| Finale                | Cork Women's Football Club | 1-0     | University College Dublin Waves Football Club | Aviva Stadium           |                         |
| 5 novembre 2017 12:00 | Clare Shine 33e | (1-0)   | | Arbitrage : Paula Brady | Arbitrage : Paula Brady |
| 5 novembre 2017 12:00 | Amanda Budden, Danielle Burke, Ciara McNamara , Nathalie O'Brien, Meghan Bourque, Maggie Duncliffe, Katie McCarthy, Kate O'Donovan, Danielle Sheehy, Saoirse Noonan, Clare Shine | Équipes | Brooke Dunne, Emily Cahill, Asling Dunbar, Kerri Letmon, Rebekah Carroll, Karen Duggan, Chloe Mustaki, Claire Walsh , Dearbhaile Beirne, Catherine Cronin, Orlagh Nolan | Arbitrage : Paula Brady | Arbitrage : Paula Brady |